# Francolim-de-clapperton
O francolim-de-clapperton (Pternistis clappertoni) é uma espécie de ave da família Phasianidae.
Pode ser encontrada nos seguintes países: Camarões, República Centro-Africana, Chade, Eritreia, Etiópia, Mali, Mauritânia, Níger, Nigéria, Sudão e Uganda.

## Taxonomia
O francolim-de-clapperton foi descrito em 1826 por John George Children e Nicholas Aylward Vigors.
São reconhecidas duas subespécies:
- P. c. clappertoni (Children & Vigors, 1826) — Mali até ao sul do Sudão, parte oriental do Sudão do Sul, nordeste do Uganda e oeste da Etiópia
- P. c. sharpii (Ogilvie-Grant, 1892) — Etiópia central e oriental, Eritreia